# Човекоподобни маймуни
Човекоподобните маймуни (Hominoidea) са надсемейство бозайници от разред Примати (Primates).
Те включват две групи маймуни – същинските човекоподобни (Hominidae) и гибоните (Hylobatidae). С изключение на човека (Homo sapiens), са разпространени в Африка и Югоизточна Азия. Характеризират се с голяма свобода на движение в раменната става – адаптация за придвижване чрез брахиация.

## Семейства
Надсемейство Hominoidea – Човекоподобни маймуни
- Семейство Hylobatidae – Гибони
- Семейство Hominidae – Човекоподобни